# Woźniki (powiat płoński)
Woźniki – wieś sołecka w Polsce położona w województwie mazowieckim, w powiecie płońskim, w gminie Płońsk.
W skład sołectwa Woźniki wschodzą także wsie Młyńsk i Pruszyn.
W latach 1975–1998 miejscowość należała administracyjnie do województwa ciechanowskiego.